# جاك بيتش
جاك بيتش (بالإنجليزية: Jack Beach)‏ هو لاعب كرة قاعدة أمريكي، ولد في 1862 في الإسكندرية في الولايات المتحدة، وتوفي بنفس المكان في 23 يوليو 1896.